# Leucopogon muticus
Leucopogon muticus är en ljungväxtart som beskrevs av Robert Brown. Leucopogon muticus ingår i släktet Leucopogon och familjen ljungväxter. Inga underarter finns listade i Catalogue of Life.